# Lista orfanilor și a copiilor găsiți

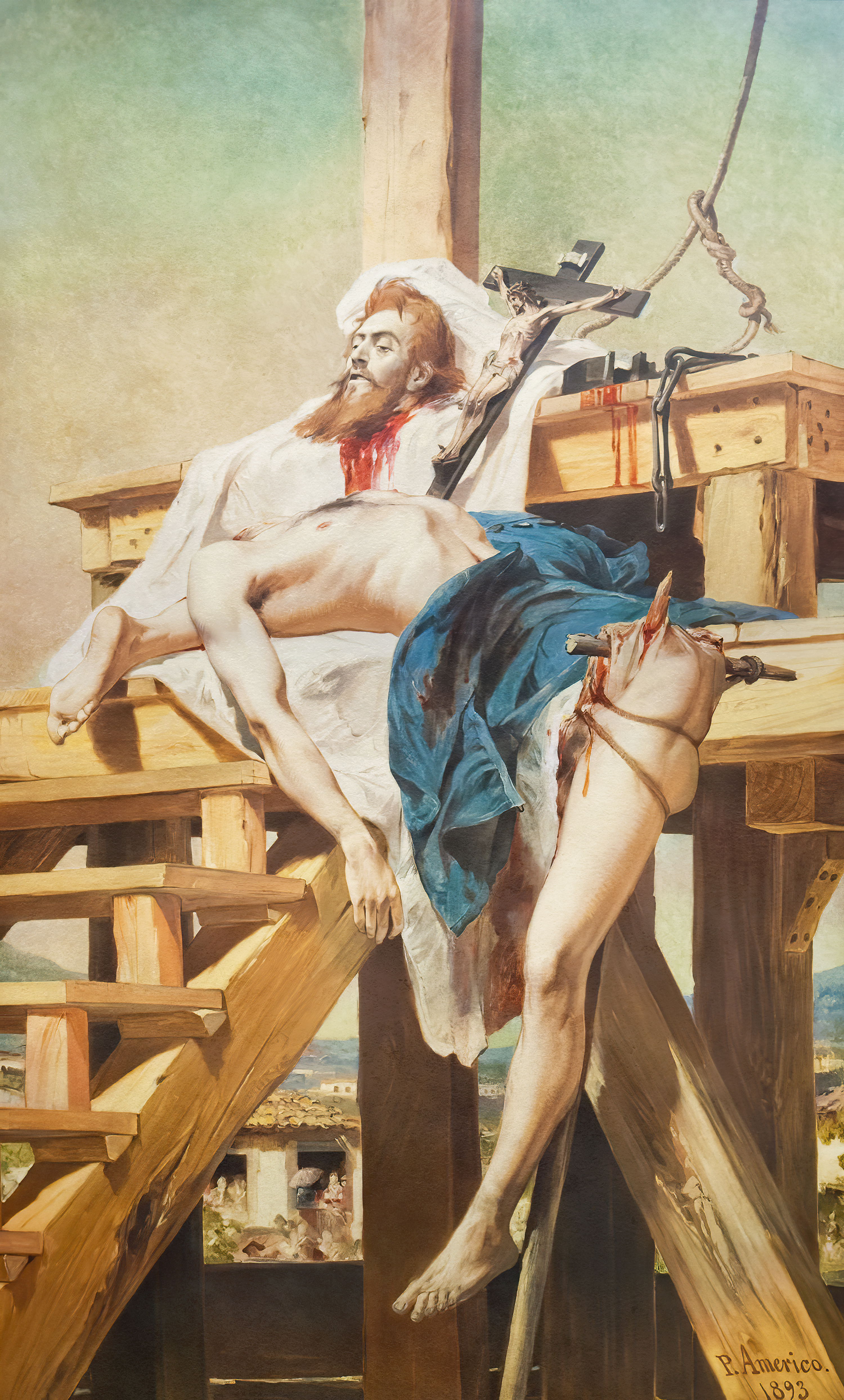
Tiradentes

Printre orfani și copii găsiți se numără lideri mondiali, scriitori celebri, mari divertisment, figuri din știință și afaceri, precum și nenumărate personaje fictive din literatură și benzi desenate. În timp ce definiția exactă a orfanilor și a copiilor găsiți variază, o definiție legală este un copil abandonat sau părăsit de către ambii părinți, separat sau pierderea ambilor părinți”. 

## Persoane din istoria clasică și scripturile religioase
Africa
- Amenhotep al III-lea, faraon al dinastiei optsprezecea;
- Hatșepsut, faraonul dinastiei a XVIII-a a Egiptului
- Tutmes al III-lea, faraonul dinastiei a XVIII-a

Asia
- Moise lider religios, părăsit ca copil
- Sfântul Nicolae ocrotitorul copiilor, rămas orfan în copilărie
- Estera regina evreiască a regelui persan Ahasuerus

Europa
- Aristotel, filozof și om de știință grec, a rămas orfan în copilărie
- Marcus Aurelius, Împăratul Romei
- Britannicus, fiul împăratului roman Claudius și al celei de-a treia soții ale sale Valeria Messalina
- Caligula, împărat roman în anii 37–41 d.Hr
- Cato cel Tânăr, Republica Romană, a lăsat un orfan și a fost crescut de unchiul său
- Romulus și Remus, fondatorii tradiționali ai Romei Antice , au rămas orfani în copilărie
- Lucius Verus, împăratul roman

## Lideri civici și religioși

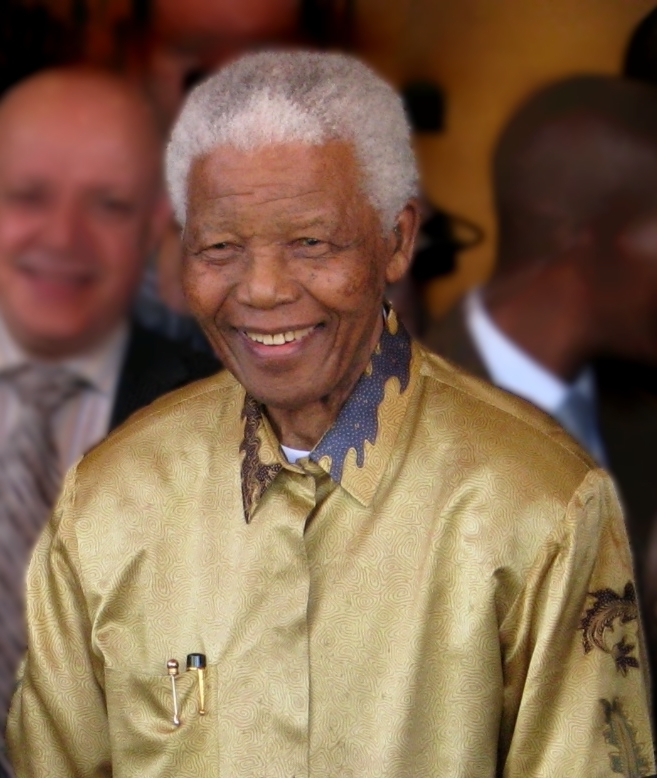
Nelson Mandela

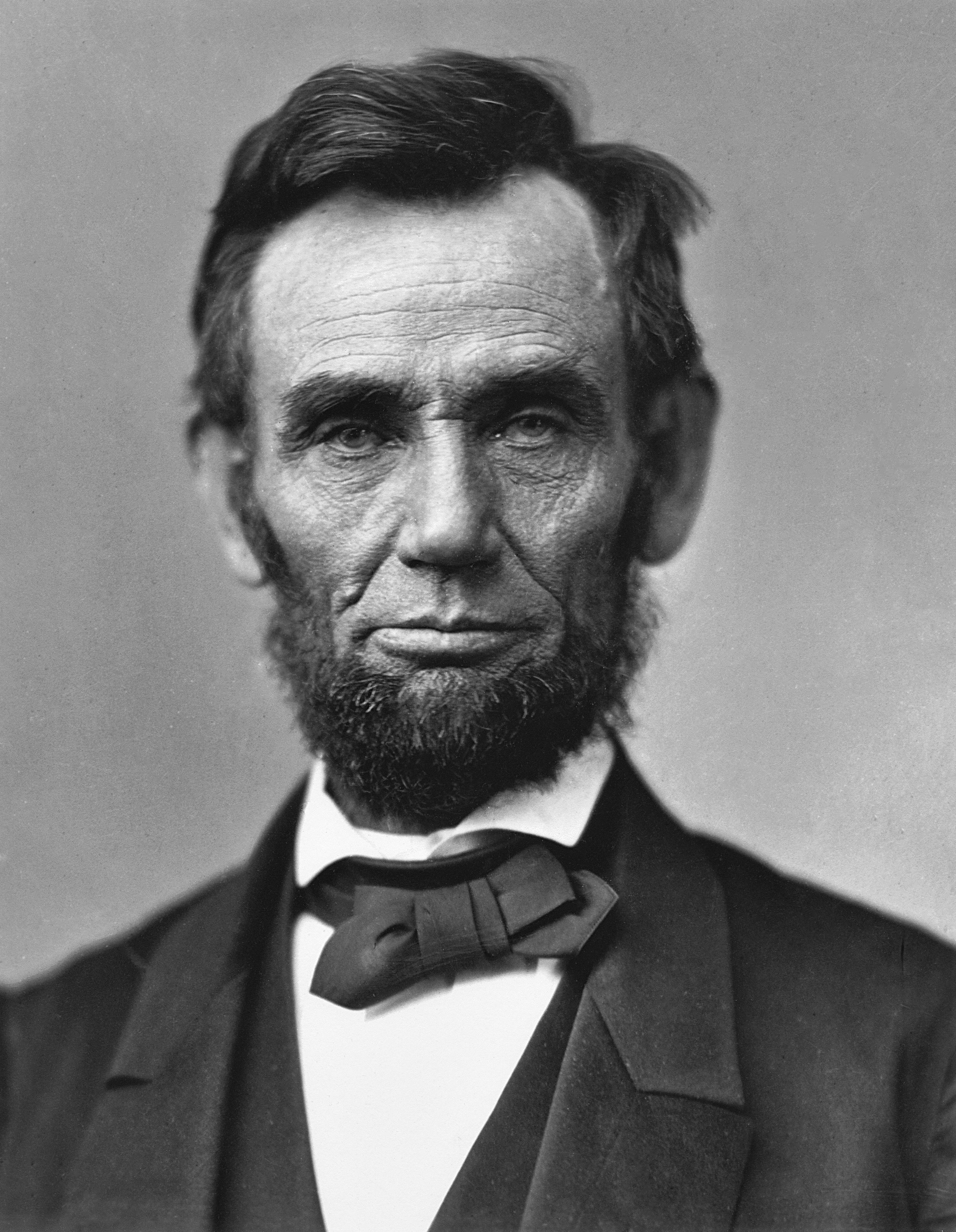
Abraham Lincoln

- Nelson Mandela, președintele Africii de Sud, a crescut ca episcop
- Menelik al II-lea, împărat al Etiopiei

Asia
- Akbar, conducătorii dinastiei Mughal din India
- Yasser Arafat, lider palestinian
- Go-Momozono, împăratul Japoniei
- Go-Sakuramachi, împăratul Japoniei
- Mustafa Kemal Atatürk, mareșal turc, om de stat revoluționar, autor și tatăl fondator al Republicii Turcia

Europe
- Iuri Andropov, președinte al KGB și secretarul general al Partidului Comunist al Uniunii Sovietice
- Anna a Rusiei, împărăteasa Rusiei
- Ana de Bretania, regina franceza
- Anne, regina Marii Britanii, regina Angliei, Scotiei si Irlandei
- Ludovic al XV-lea, regele Franței
- Ludovic al XVI-lea, regele Franței

America de Nord
- Herbert Hoover, președintele SUA, a rămas orfan la vârsta de 9 ani
- Andrew Jackson, președintele SUA, a rămas orfan la 14 ani
- Abraham Lincoln, om de stat și avocat american care a fost al 16-lea președinte al Statelor Unite din 1861 până la asasinarea sa în 1865

## Scriitori
Europa

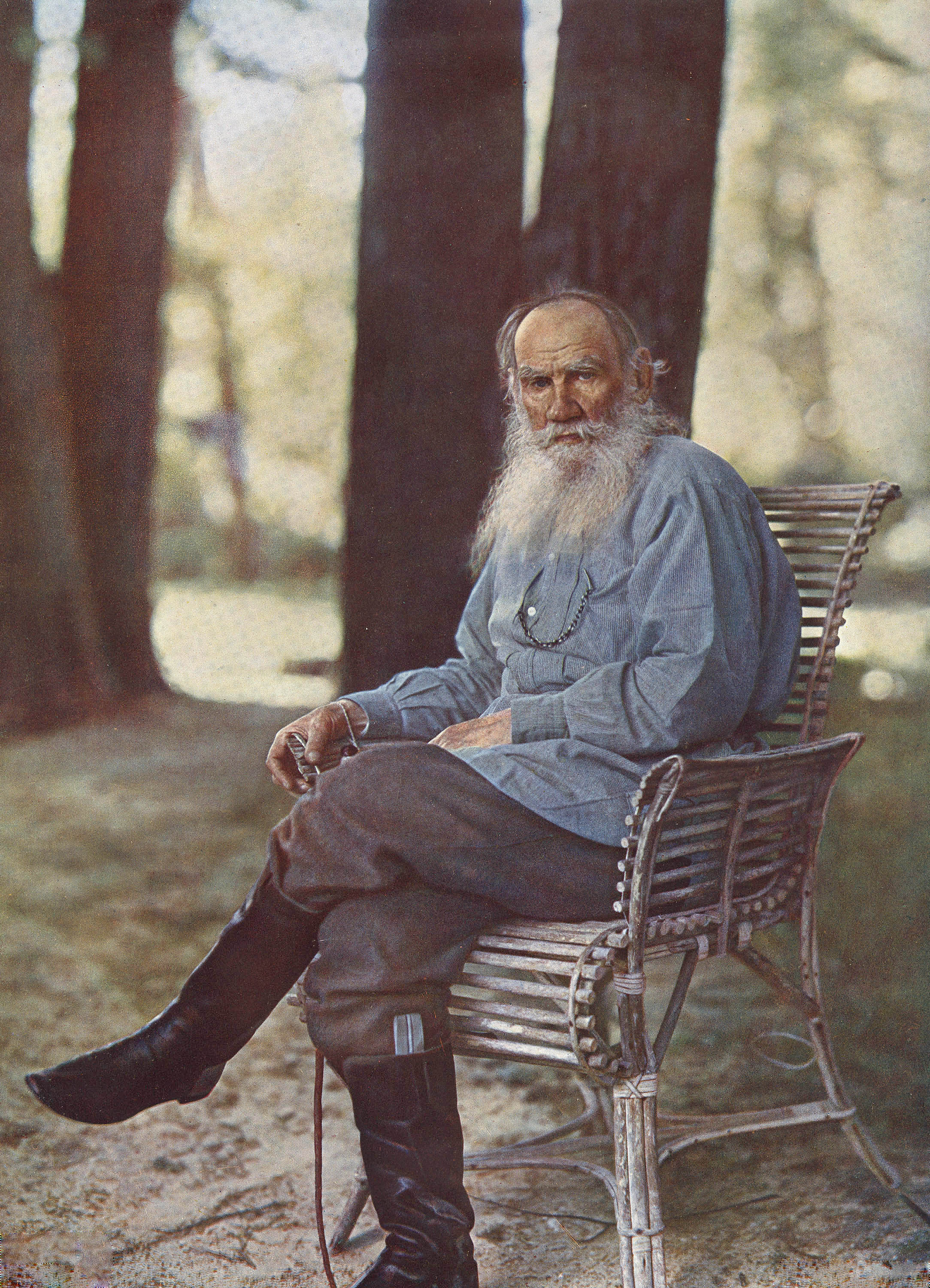
Leo Tolstoy

- Joseph Conrad , autor polonez-britanic, a rămas orfan la vârsta de 11 ani
- Fiodor Dostoievski, romancier rus, nuvelist, eseist, jurnalist și filozof
- Hedwig Courths-Mahler, scriitoare germană de romane romantice de ficțiune
- Thomas Mann, romancier german, scriitor de nuvele, critic social, filantrop, eseist și laureat al Premiului Nobel pentru literatură
- Lev Tolstoi, autor rus, a rămas orfan la vârsta de 9 ani

## Muzicieni și cântăreți
Europa

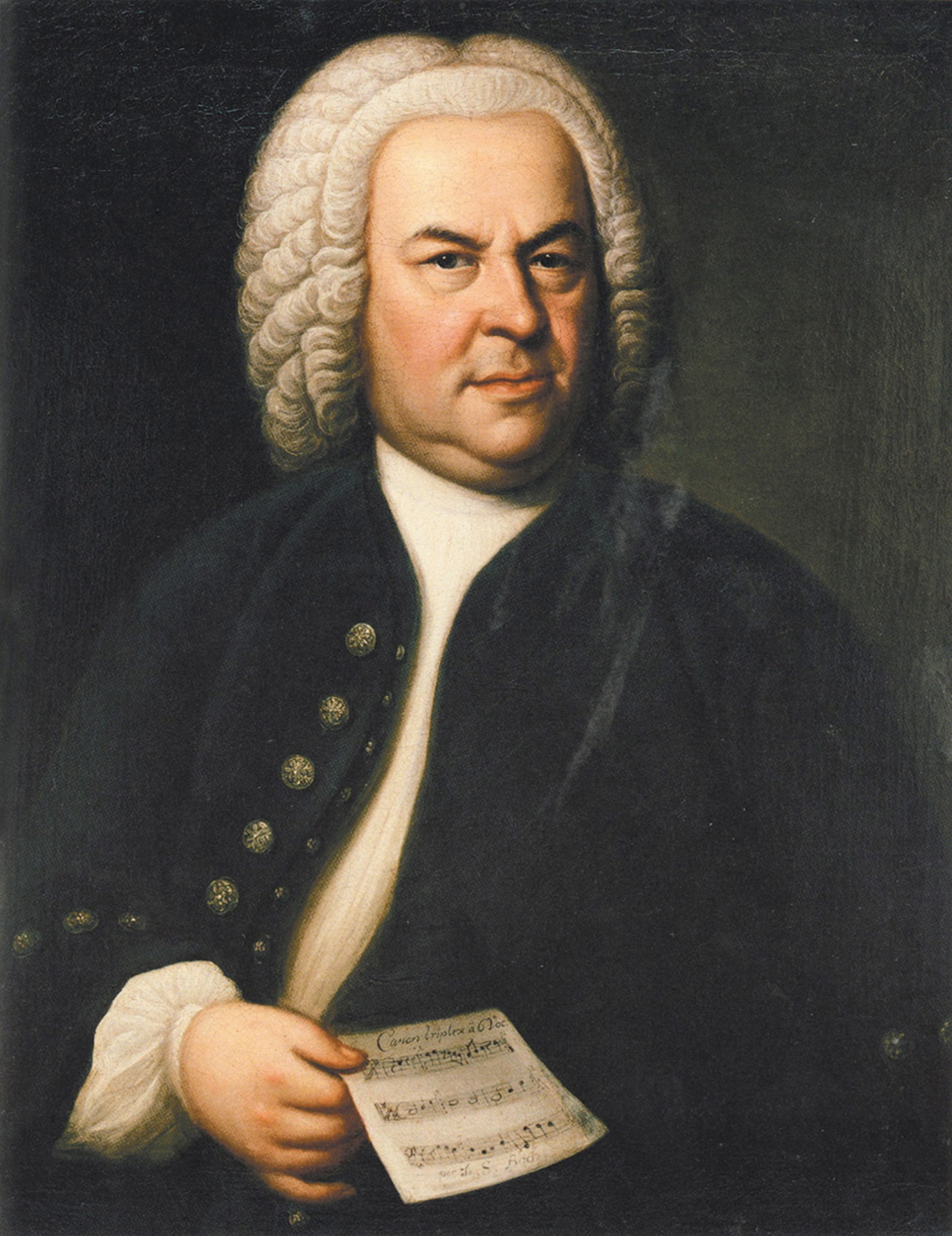
Johann Sebastian Bach

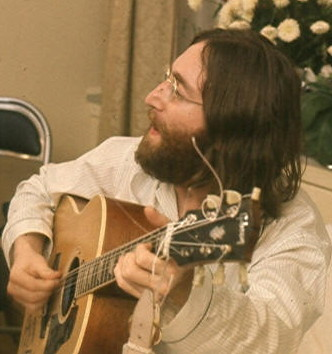
John Lennon

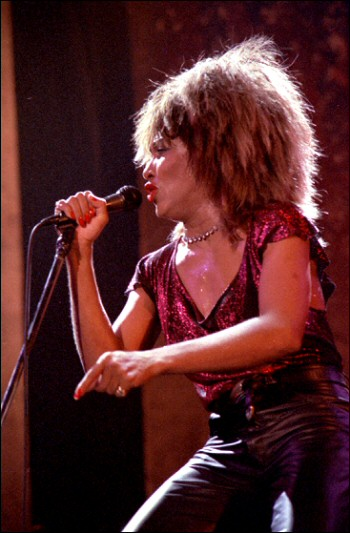
Tina Turner

- Johann Sebastian Bach, compozitor german, a rămas orfan la vârsta de 9 ani
- John Lennon, cântăreț englez, crescut de mătușă și unchi
- John Lundvik , cântăreț suedez, compozitor și fost sprinter

America de Nord
- Louis Armstrong , muzician american, crescut într-un orfelinat și de bunica sa
- Hank Ballard, cântăreț și compozitor american de rhythm and blues
- Ray Charles, cântăreț american, a rămas orfan la 15 ani
- Tina Turner, cântăreață americană, abandonată intermitent în copilărie
- Ibrahim Ferrer, muzician afro-cuban
- Ella Fitzgerald, cântăreață americană de jazz, rămasă orfană în copilărie

## Sportivi

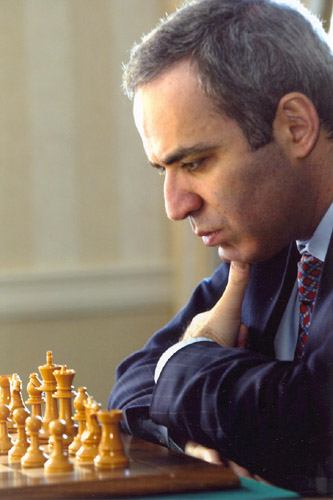
Garry Kasparov

- Garry Kasparov, mare maestru rus de șah, fost campion mondial la șah
- Iftikhar Ali Khan Pataudi, căpitanul echipei naționale de cricket a Indiei pentru turneul în Anglia în 1946
- Mansoor Ali Khan Pataudi, jucător de cricket indian și fost căpitan al echipei indiene de cricket
- Milkha Singh, cunoscută sub numele de Sikh zburător, este un fost sprinter indian de atletism

## Artiști, actori și animatori
Europa
- Leon Battista Alberti, autor, artist, arhitect, poet, preot, lingvist , filozof și criptograf italian umanist
- Max Beckmann, pictor, desenator , gravator , sculptor și scriitor german
- Ingrid Bergman, actriță suedeză, a rămas orfană la 12 ani
- Gustave Boulanger, pictor francez, abandonat la vârsta de 14 ani
- Rosa Bonheur, artistă franceză, animalière (pictoriță de animale) și sculptoare
- Lord Byron, om de egalitate englez , care a fost poet și politician
- Caravaggio, pictor italian
- Charlie Chaplin, animator englez
- Michelangelo sculptor, pictor, arhitect, poet și inginer italian al Înaltei Renașteri
- Molière, dramaturg și actor francez, unul dintre cei mai mari maeștri ai comediei din literatura occidentală
- Roger Vadim , scenarist francez, regizor și producător de film, precum și autor, artist și actor ocazional
- Élisabeth Louise Vigée Le Brun , pictor francez
- Naomi Watts, actriță și producător de film engleză
- Franco Zeffirelli , regizor și producător italian de opere, filme și televiziune

## Oameni de afaceri
Europa

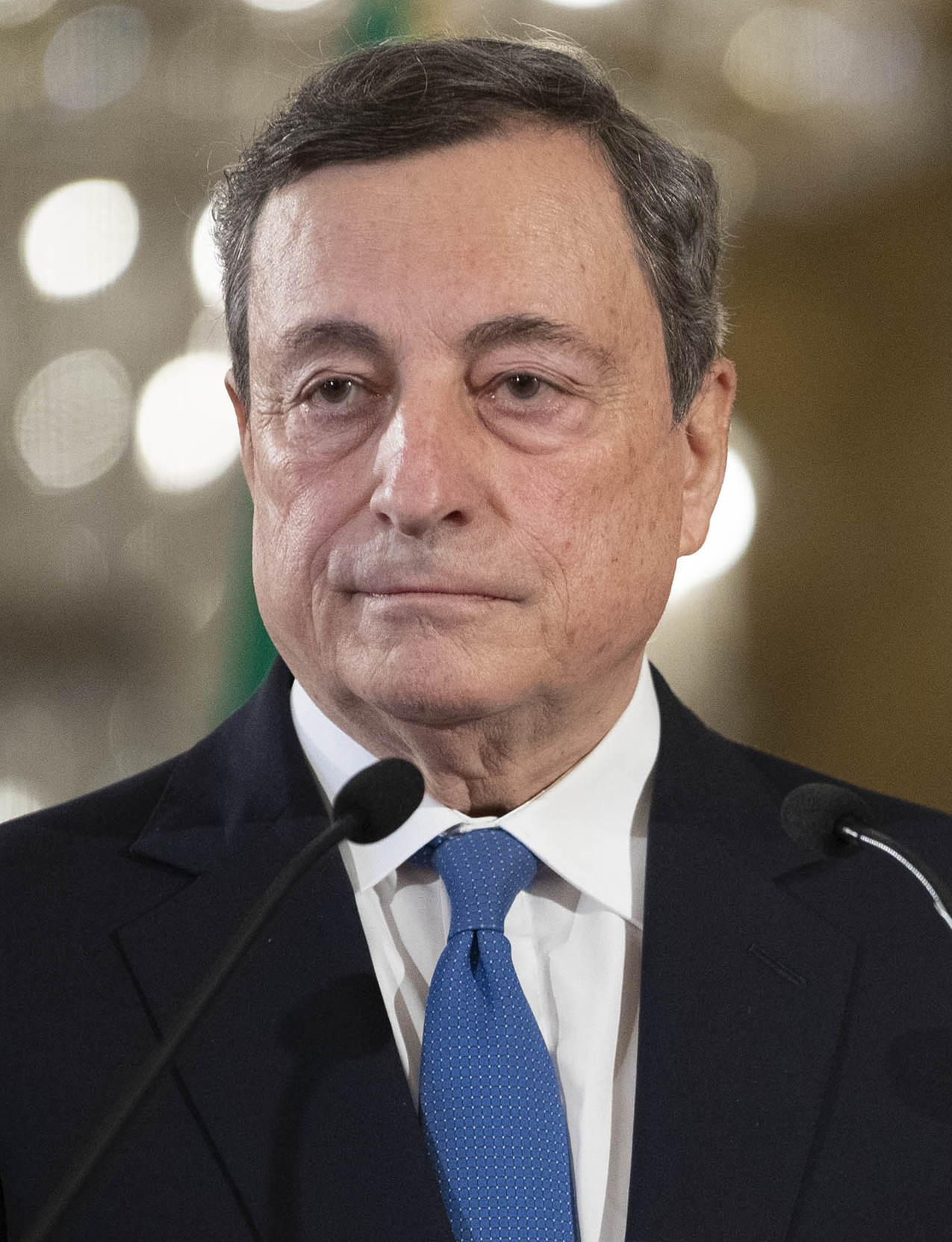
Mario Draghi

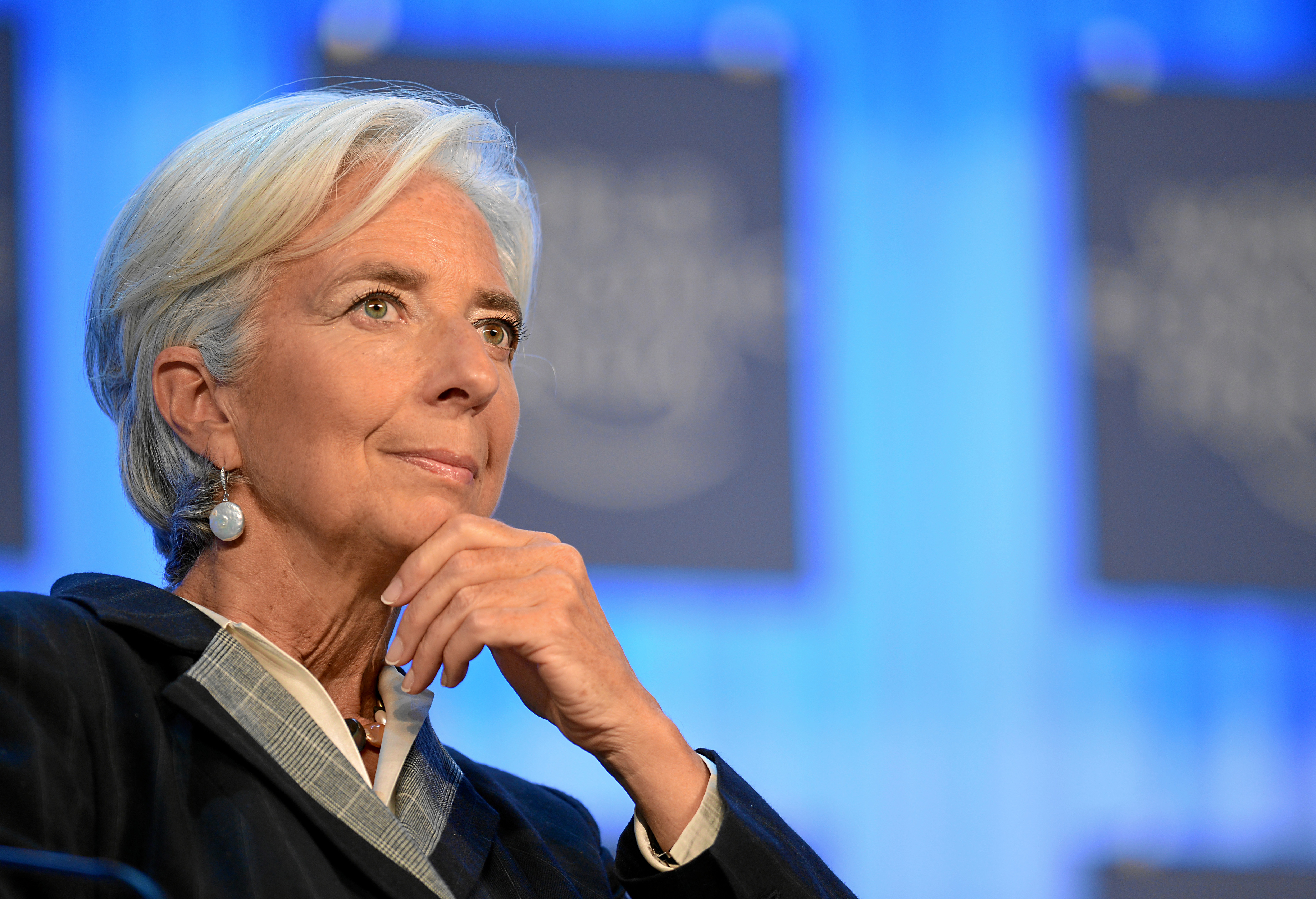
Christine Lagarde

- Roman Abramovici, om de afaceri și politician rus
- Gianni Agnelli, industriaș italian și acționar principal al Fiat
- Anthony Bacon, pionier britanic al fierului
- Karl Benz, designer de motoare și inginer auto german
- André Citroën, industriaș și francmason francez
- Mario Draghi, economist și bancher central italian care a ocupat funcția de președinte al Băncii Centrale Europene
- Alfred Krupp, producător și inventator german de oțel, poreclit „Regele tunului”
- Christine Lagarde, director general (MD) al Fondului Monetar Internațional
- Wilhelm Maybach, designer de motoare și industrial german
- Rudolf August Oetker, antreprenor german
- Aristotel Onassis, magnat de transport maritim grec
- Vidal Sassoon, magnat britanic al produselor de înfrumusețare, plasat într-un orfelinat la vârsta de 7 ani
- Hans Wilsdorf, fondatorul britanic de origine germană al renumitelor mărci de ceasuri Rolex și Tudor Watches
- Ferdinand von Zeppelin, general german și producător de avioane

## Personaje fictive

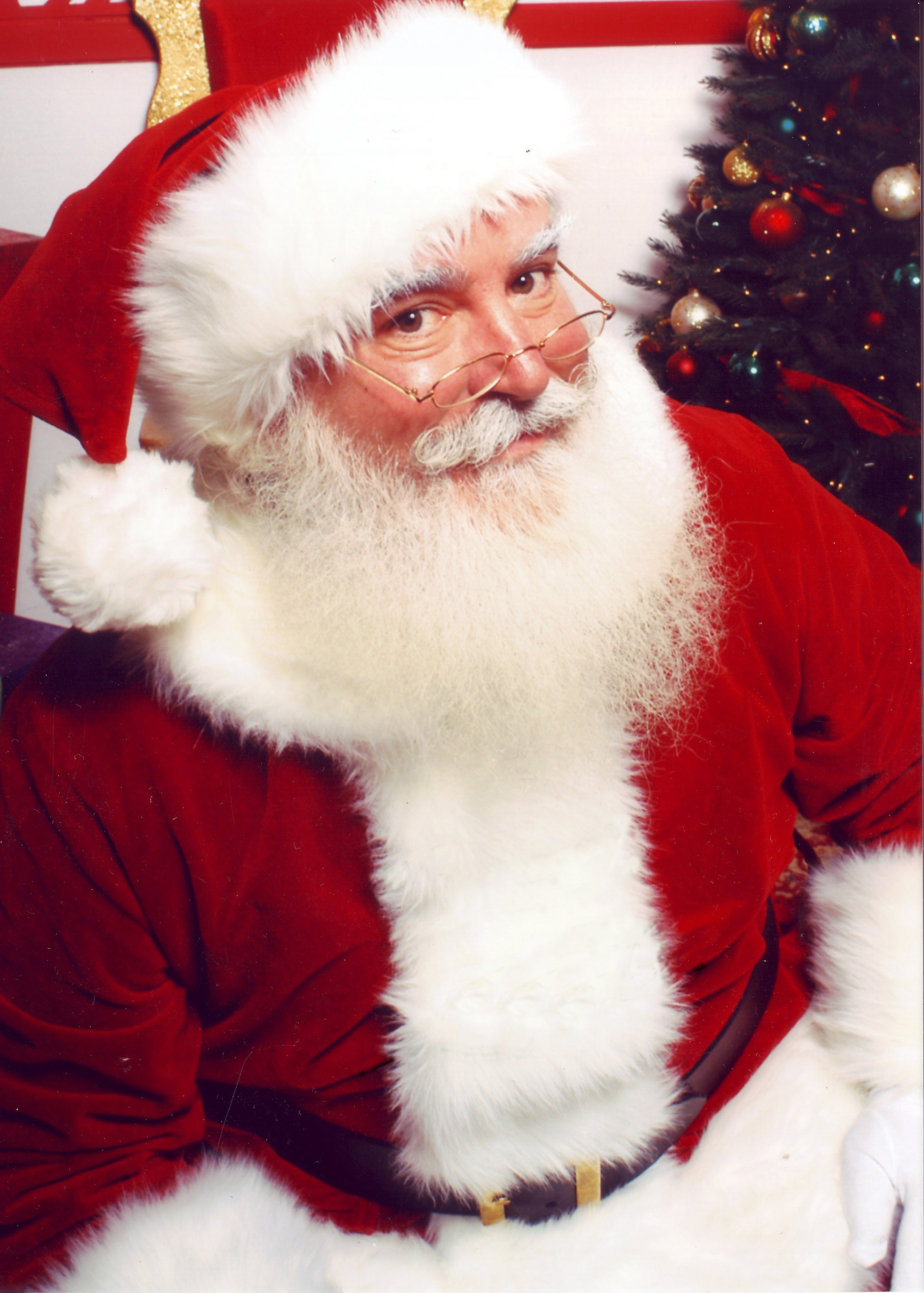
Moș Crăciun

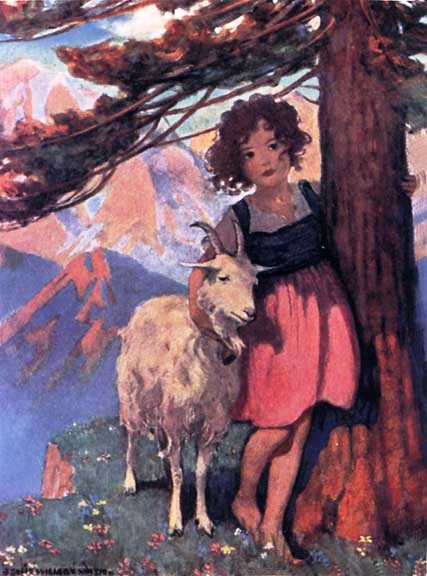
Heidi

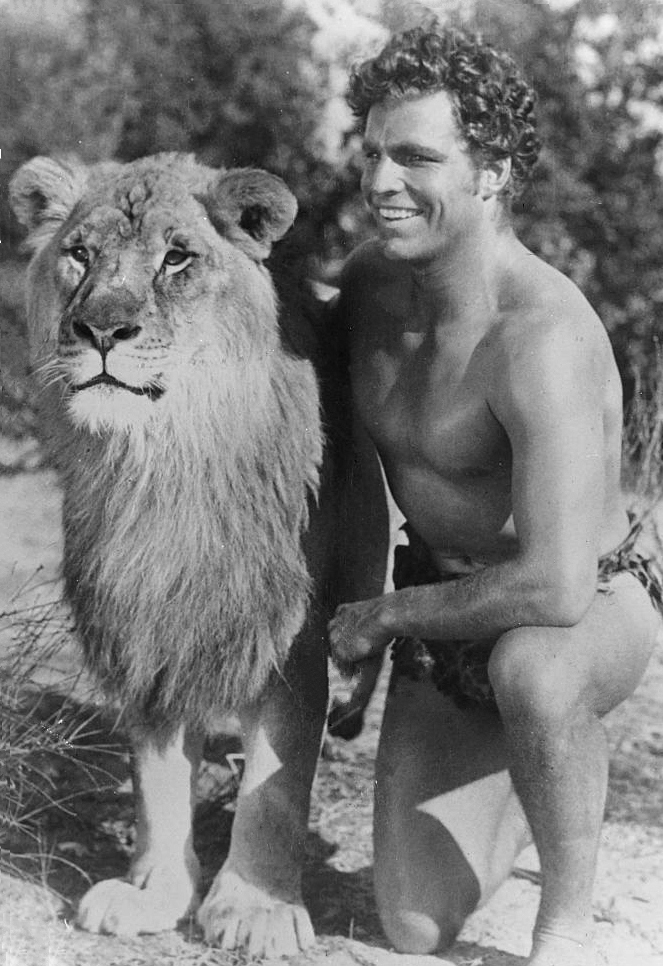
Tarzan

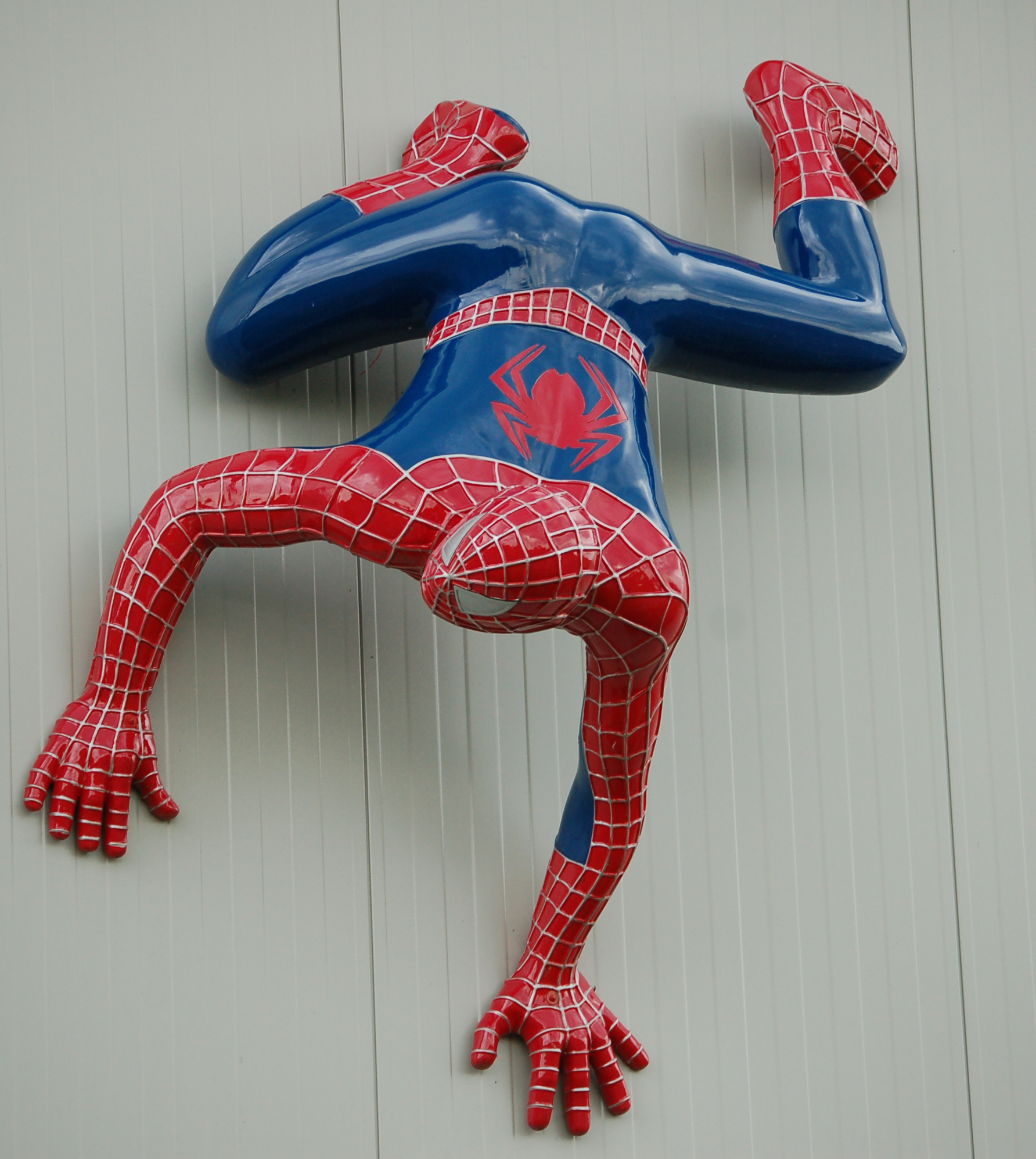
Omul Păianjen

În literatură
- Capitanul America
- Frodo Baggins, Stăpânul Inelelor
- Bambi
- Batman
- James Bond
- Cenușăreasa
- Mos Craciun
- David Copperfield
- Ponyboy Curtis, Cei din afară
- Eragon, Ciclul moștenirii
- Moș Crăciun
- Heidi, fetița munților
- Tom Sawyer
- Shazam

În cultura populară
- Batman și și Robin
- Cagalli Yula Athha, Mobile Suit Gundam
- Alvin și veverițele
- Ezra Bridger, (Star Wars Rebels)
- Erin Hannon The Office
- Evey Hammond, V for Vendetta
- Fanboy și Chum Chum
- Fatmagül Ketenci Ilgaz
- Omul Paianjen
- Superman
- Albă ca Zăpada
- Esposto, eroina din Doamna roții
- Tarzan
- Oliver Twist